# نيل ميتشيل
نيل ميتشيل (بالإنجليزية: Neil Mitchell)‏ (7 نوفمبر 1974 في المملكة المتحدة - ) هو لاعب كرة قدم بريطاني في مركز الوسط. لعب مع ماكليسفيلد تاون ونادي بلاكبول ونادي ساوثبورت ونادي تشورلي ونادي موركامب ونادي روتشديل.

## وصلات خارجية
- نيل ميتشيل على موقع قاعدة بيانات كرة القدم.إي يو (الإنجليزية)
- نيل ميتشيل على موقع Soccerbase.com (لاعب) (الإنجليزية)